# ZmapujTo
ZmapujTo byla česká mobilní a webová aplikace pro hlášení problémů v přírodě i v obcích a podnětů ke zlepšení, která přijímala hlášení od veřejnosti a přiřazovala a přeposílala je obcím. První verze vznikla v květnu 2012, druhá verze v březnu 2014. Původně byl projekt zaměřen na mapování nelegálních skládek odpadu, v roce 2014 byl jeho záběr rozšířen na celou řadu možných problémů, na které v přírodě či ve městech lze narazit. Vůdčí osobností projektu byl Miroslav Kubásek, provozovatelem aplikace byl EnviWeb s.r.o., po sloučení s Mobilním rozhlasem v březnu 2017 byl jako vývojář uváděna Neogenia s.r.o. 30. listopadu 2018 byl s projektem ZmapujTo sloučen projekt Lepší místo, jehož vůdčí postavou byl Petr Steklý. V článku z června 2017 je Zmapujto.cz zmíněn jako „nejstarší a nejpoužívanější připomínkovač a hlásič podnětů“.

## Rozsah projektu
Po dobu fungování první verze bylo nahlášeno více než 2500 černých skládek a do projektu se aktivně zapojilo přes 40 měst a obcí. Verze z roku 2014 umožnila obcím bezplatný přístup do administrace problémů, které se jich týkají. Podle článku z března 2017 bylo do projektu ZmapujTo zapojeno přes 1500 obcí a měst. K 28. únoru 2019 bylo do projektu jako „správci území“ zaregistrováno 2379 subjektů, převážně obcí, městských částí nebo obecních organizací.
V roce 2013 bylo přijato 1600 podnětů, v roce 2014 již 2100 podnětů, v roce 2016 už 4400 podnětů, do března 2017 celkový počet hlášení přesáhl 15 tisíc. Z prvních 14 tisíc podnětů se 52 % týkalo černých skládek. Podle článku z konce ledna 2019 přišlo od spuštění projektu celkem 36 800 podnětů, z toho za prosinec 2018 přišlo 393 podnětů.
Podle článku z konce ledna 2019 systém spravuje 5 lidí, a to dva vývojáři, manažer, konzultant a dispečer. Náklady na ZmapujTo činí ročně zhruba 1,5–2 miliony korun. Vývoj a údržba systému byly hrazeny z větší části z vlastních firemních zdrojů a částečně z licencí od místních samospráv.
Systém byl využíván nejen k průběžnému hlášení problémů, ale i k jednorázovým tematickým mapováním. Například v Brně byl systém využit ke sběru námětů, kde zřídit stojany na jízdní kola.
Podle článku z roku 2017 tvůrci uvažovali o rozšíření projektu do okolních zemí, v první řadě na Slovensko.

## Technologie
Veřejné rozhraní bylo k dispozici jako interaktivní responsivní webový formulář i jako aplikace pro nejběžnější operační systémy mobilních telefonů: Android, iOS, Windows Phone.
Regiony jsou v aplikaci tříděny dle dat geodatabáze ArcČR 500, která  je  dispozici  zdarma.  Pro  převod  dat  do  souřadnicového  systému  WGS 84 je použit software QGIS. Pro zobrazování v mapě je  využito API Google Maps s implementovací Google Street View. Detailní náhled využívá též katastrální  mapu  s přímým  spojením  na  web ČÚZK.
Responzivní design webu je postaven šabloně Twitter Bootstrap a naprogramován pomocí knihovny AngularJS jako single-page aplikace s propojením na  Google  Maps  API.  Pozadí serveru  běží  na NodeJS (událostmi  řízený runtime založený na jazyce  JavaScript) a Express (aplikační framework nad NodeJS pro  server). Data jsou ukládána prostřednictvím dokumentově orientované NoSQL databáze Mongo.
Mobilní aplikace je postavena na technologiích Sencha Touch a Apache Cordova, jejichž  API  je  postavené  nad  programovacím  jazykem  PHP  s využitím  frameworku „Symphony, Doctrine, ODM“. Pro zasílání notifikačních e-mailů je používána platforma Mandrill.
Server  je  hostován  na  platformě DigitalOcean,  která  nabízí  využití  cloudových serverů běžících na SSD  discích.

## Zadávání hlášení
Systém přijímá pouze hlášení, která jsou doprovozena alespoň jednou fotografií. Vložení fotografie je v mobilní i webové verzi prvním krokem při zadávání hlášení. Mobilní i webová verze umožňuje vložit k hlášení prakticky neomezený počet fotografií, webová verze podporuje mnoho obrázkových formátů přílohy, ale jiné přílohy (například textové soubory ani pdf či xls) takto vkládat nelze. Jako titulní fotografie podnětu, která pak podnět reprezentuje, je použita vždy fotografie, která byla při zadání k podnětu přiložena jako poslední, a toto pořadí nelze dodatečně měnit. 
Obsahuje-li fotografie v metadatech souřadnice, webové rozhraní se vkladatele zeptá, zda je má použít – polohu pak lze v mapě korigovat ručně. V mobilní verzi je upřesnění polohy v mapě až posledním krokem před odesláním. Jako podklad je použita mapa Google. 
Ve dalším kroku vkladatel vybírá „typ hlášení“, čímž je míněn typ hlášeného problému. K 28. únoru 2019 webové rozhraní obsahuje nabídku rozdělených do 6 tematických bloků, přičemž volbou typu hlášení je určena ikonka, kterou se problém následně zobrazí v mapě. 
Typy hlášení: 
- „Města, obce, veřejné prostranství“, v roce 2019 změněno na „Veřejná prostranství, parky“ (hnědé ikonky)
  - Poškozený chodník, cesta (volba „namrzlý chodník“ byla v roce 2019 z této položky vypuštěna)
  - Poškození lavičky, zábradlí (v roce 2019 sem byla tato volba přemístěna z rubriky „příroda, lesy, zvířata“)
  - Poškozené pískoviště, hřiště, sportoviště (v roce 2019 sem byla tato volba přemístěna z rubriky „příroda, lesy, zvířata“)
  - Poškozená socha, památník (v roce 2019 sem byla tato volba přemístěna z rubriky „příroda, lesy, zvířata“)
  - Poškození zastávky MHD, autobusů, vlaků
  - Nebezpečná budova (volba „led na střeše“ byla v roce 2019 z této položky vypuštěna)
  - Obtěžování kouřem, rušení veřejného pořádku
  - Poškozené, nefunkční veřejné osvětlení
  - Poškozená elektrická infrastruktura
  - Poškozená kanalizace (např. chybějící poklop)
  - Závada na veřejné zeleni (v této skupině je uvedena jen v mobilní verzi, kde je obsažena ve dvou skupinách současně)
- Příroda, lesy, zvířata (zelené ikonky) (tato skupina byla v roce 2019 na webu přemístěna ze čtvrtého místa na druhé)
  - Poškození lavičky, zábradlí (v roce 2019 byla tato volba přemístěna do skupiny „Veřejná prostranství, parky“)
  - Poškozené pískoviště, hřiště, sportoviště (v roce 2019 byla tato volba přemístěna do skupiny „Veřejná prostranství, parky“)
  - Poškozená socha, památník (v roce 2019 byla tato volba přemístěna do skupiny „Veřejná prostranství, parky“)
  - Závada na veřejné zeleni
  - Zvířata (zatoulaná, nalezená, uhynulá, týrání) - k přírodě a lesům přiřazeno jen ve webové verzi, v mobilní verzi je toto téma úplně mimo kategorii občanských podnětů
  - Erozní rýha v lese
  - Velká mýtina
- Odpady, čistota (modré ikonky)
  - Drobný nepořádek
  - Černá skládka
  - Odpadkový koš, kontejner
  - Sesbíraný odpad od dobrovolníků – Ukliďme Česko (tato položka v roce 2019 zmizela)
  - Odstavený autovrak
- Doprava, silnice, cyklostezky (černé ikonky) (tato skupina byla v roce 2019 na webu přemístěna z druhé pozice na čtvrtou)
  - Poškozený chodník, cesta (v této skupině uvedeno jen v mobilní verzi, kde je tato volba zařazena do dvou skupin současně)
  - Poškození zastávky MHD, autobusů, vlaků (v této skupině uvedeno jen v mobilní verzi, kde je tato volba zařazena do dvou skupin současně)
  - Poškozený povrch vozovky
  - Poškozená svodidla, mosty
  - Překážka na silnici, u silnice
  - Poškozená dopravní značka, zrcadlo
  - Poškozený semafor
  - Špatné dopravní značení na komunikaci (chybějící, poškozené): dle piktogramu je míněno vodorovné značení
- Ostatní hlášení (světlejší hnědé ikonky)
  - Návrh na zlepšení
  - Pochval to (v mobilní verzi tato volba mezi podněty není, pochvaly jsou nabízeny už v základní volbě)
  - Jiné hlášení, problém
- Ztráty a nálezy (v mobilní verzi tato volba mezi podněty není, ztráty věcí, zvířat i osob jsou nabízeny už v základní volbě)

Pro většinu typů hlášení je formulář jednotný, pouze u několika typů je nutné zvolit podrobnější kategorizaci problému. 
- u typu „Drobný nepořádek“ jsou tři možnosti: lokální, plošný, liniový.
- u typu „Černá skládka“ jsou tři možnosti: malá (do 10 kg), střední (do 50 kg), velká. Zároveň je nutno zaškrtnout ze 13 možností druh odpadu, přičemž je možno volit více možností současně.
- u typu „Odpadkový koš, kontejner“ se zaškrtává jednak stav (poškození, přeplnění, nepořádek kolem, nadměrný odpad, jiné) a jednak typ koše či kontejneru, čímž je míněn druh odpadu, pro který je koš nebo kontejner určen.
- u typu „Sesbíraný odpad od dobrovolníků“ se volilo množství odpadků (3 možnosti podle počtu pytlů) a zaškrtává se druh odpadu (obdobně jako u černé skládky)
- u typu „Odstavený autovrak“ se volí ze tří možností stavu autovraku (kompletní, částečně rozebraný, součásti) a počet autovraků (1, 2-5, více než 5)
- u typu „Zvíře“ se volí ze 4 možností (nalezené, ztracené, týrané, uhynulé)
- u typu „Ztráty a nálezy“ se volí z 5 možností (nalezený předmět, ztracený předmět, odcizené auto, odcizené kolo, odcizená jiná věc)

Mobilní verze je podobná webové, jen volba typu hlášení je jinak uspořádaná. V mobilní verzi ještě před volbou typu problému uživatel volí z pěti základních témat: Podněty od občanů, Ztracená zvířata, Ztracené předměty, Pochvaly, Pohřešované osoby. Skupiny témat jsou rozbalovací a jsou uvedeny v jiném pořadí než na webu, kde je jejich řazení přizpůsobeno rozdělení nabídky do dvou sloupců. V mobilní verzi jsou odpady a nepořádek uvedeny jako první. 
Po zvolení typu hlášení se zobrazí dialog, ve kterém je vkladatel tázán, zda hlášení vkládá jako anonymní, nebo zda může být kontakt na něj poskytnut řešiteli podnětu. V témž dialogu je do textového pole, které na webu je nazvané „Komentář“ a v mobilní verzi „Popis problému“, možno uvést doplňující informace, například slovní popis problému. 
V dialogu je možné se pohybovat libovolně tam i zpět, tj. kdykoliv před odesláním se vrátit ke kterémukoliv předchozímu kroku, aniž by údaje zadané v následujících krocích byly ztraceny. Ve webové verzi se v posledním kroku objeví stránka „Rekapitulace hlášení“, na které je tlačítko „Odeslat hlášení“. V mobilní verzi je místo toho posledním krokem ruční kontrola automaticky umístěného lokalizačního bodu v mapě (tento krok je ve webové verzi prováděn hned zpočátku, při vkládání fotografií) a celková rekapitulace hlášení před odesláním zde není.   
Registrovaný a přihlášený uživatel nemusí u jednotlivého hlášení zadávat své osobní údaje, u nepřihlášeného se údaje předvyplňují pomocí cookies, přičemž mezi podněty, které uživatel vloží přihlášený, a těmi, které se stejnými údaji vloží jako nepřihlášený, ve výsledku v podstatě není rozdíl. Hlášení je vždy zveřejněno až po kontrole administrátorem, který se zde nazývá „dispečer“. Schvalování probíhá obvykle v dávkách zhruba jednou za den, někdy však fronta nových podnětů čeká na kontrolu a schválení i několik dnů. Dispečer většinou podněty schvaluje a přiděluje řešitelům především na základě fotografie, slovní popis problému a případné informace týkající se toho, komu přísluší či nepřísluší řešení problému nebo jaké kroky už v řešení byly podniknuty, zpravidla nijak nereflektuje. Některé typy podnětů v některých lokalitách přitom postupuje i několika subjektům zároveň, například zároveň úřadu městské části, správci komunikace i správci veřejného osvětlení. 
Po vložení podnětu se na webu objeví potvrzovací stránka, která obsahuje i identifikační číslo podnětu. E-mailová zpráva s rekapitulací podnětu je však ohlašovateli zaslána až současně se schválením podnětu a jeho postoupení řešitelským subjektům, to znamená, že rekapitulace neschválených podnětů ohlašovateli vůbec nepřijde, a tyto podněty se nezobrazují ani na stránce „Moje hlášení“. Pokud však ohlašovatel zná nebo odhadne identifikační číslo takového podnětu, může si jej zobrazit ve webovém prohlížeči jednotlivě zadáním tohoto čísla do URL adresy. 
Při poslání podnětu z mobilní aplikace dojde do mobilní aplikace automatické upozornění s poděkováním za podnět a předběžným příslibem jeho schválení a postoupení. Tato notifikace však neobsahuje ani rekapitulaci podnětu, ani žádné jeho identifikační údaje, a není ani klikatelná, takže nelze spolehlivě určit, ke kterému podnětu která notifikace patří. Obdobná nekonkrétní a nepřiřaditelná nofitikace pak přijde na mobilní telefon i po schválení podnětu. Konkrétní jsou pouze notifikace o vyřešení podnětu, které po kliknutí a otevření zobrazují titulní fotografii problému a uzavírající komentář, ani z této notifikace se však nelze prokliknout na plný detail podnětu s jeho vlastním textem a s kompletními informacemi o jeho historii. 
Jakékoliv opravy, změny, doplnění či aktualizaci hlášení lze provádět pouze formou tzv. komentáře, k němuž lze přiložit i fotografie. „Správce území“ přitom může i změnit status hlášení. Komentáře řadových uživatelů ovšem nikdo systematicky nezpracovává, a tedy v naprosté většině případů na ně ani nikdo nereaguje, a to ani v případech, kdy upozorňují například na nepřesnou či chybnou lokalizaci, zjevnou neaktuálnost podnětu, vyřešení problému nebo naopak jeho trvání, chybné uzavření podnětu atd. Komentáře přihlášených ověřených uživatelů se na webu objeví ihned, ale nikdo na ně zpravidla nereaguje. Pokud se komentář pokusí vložit nepřihlášený uživatel, objeví se mu hláška, že po schválení bude komentář zveřejněn, ale administrátor tyto komentáře nezpracovává, takže takové komentáře se u hlášení nakonec téměř nikdy neobjeví. 
Pokud hlášení není vyřešeno a více než dva měsíce na něj nikdo nereaguje, objeví se v detailu tohoto hlášení, který je zobrazován v rámci mapy podnětů, speciální rám s textem, který uživatele vyzývá, aby se pokusili zjistit, zda problém trvá, popsali aktuální stav a případně označili problém jako vyřešený. Zároveň text navrhuje uživatelům, aby pomohli vyřešení urgovat a zkusili na příslušný úřad sami napsat či zavolat a vložili o tom informaci do komentáře. Tlačítko „vyřešený“, které se v tomto textu objevuje, ovšem nemění status podnětu na „vyřešený“, ale opět jen umožňuje vložit komentář, přičemž takové komentáře zpravidla nikdo nezpracovává. Dříve než dva měsíce od posledního vloženého komentáře žádné takové tlačítko ani není dostupné. 

## Administrace hlášení správcem území
Verze z roku 2014 umožnila obcím bezplatný přístup do administrace problémů, které se jich týkají.
Rozhraní pro „správce území“ (typicky obce) bylo v březnu 2017 sloučeno s aplikací Mobilní rozhlas brněnské společnosti Neogenia. Za roční licenci Mobilního rozhlasu platí obce od 20 tisíc do 40 tisíc korun podle velikosti obce.

## Zobrazení
Schválené evidované podněty se veřejně zobrazují na webové mapové stránce v mapě Google. V zobrazení je lze filtrovat podle stavu řešení, podle stáří hlášení, podle tématu podnětu (typ hlášení), mapový výřez je propojen se zobrazením seznamu podnětů v daném výřezu s možností prokliku na detail každého ze zobrazených problémů. V přidruženém seznamu lze podněty řadit podle data hlášení, poslední změny nebo vzdálenosti. 
V detailu hlášení se zobrazují základní údaje (ID, typ hlášení, stav řešení, místo (obec), souřadnice a počet sledujících uživatelů. Každý uživatel si může u evidovaného hlášení zapnout sledování, díky čemuž je pak e-mailem informován o změnách. Dále je uveden seznam událostí vztahujících se k hlášení: úvodní hlášení a změny hlášení, tj. zejména kroky, které byly podniknuty k řešení. Každý uživatel může k hlášení vložit komentář, například informaci o aktuálním stavu. U nevyřešených hlášení systém zobrazuje varování s prosbou místním obyvatelům o prověření aktuálního stavu, popřípadě o pomoc s urgencí problému u příslušných úřadů.  
Svá vlastní hlášení si uživatel ve webové verzi může zobrazit v téže mapě speciálním filtrem, při jehož použití však nelze měnit defaultní nastavení ostatních filtrů, tj. nelze zobrazit svá hlášení, která administrátorem dosud nebyla schválena nebo byla označena jako vyřešená, stornovaná nebo duplicitní. Uživatel si tak nemůže zobrazit například přehled svých vlastních hlášení, která již byla vyřešena, ale může si zobrazit pouze ta hlášení, která již byla schválena, ale ještě nebyla uzavřena. Lze však nastavovat filtry podle stáří hlášení. 
Mobilní aplikace obsahuje navíc stránku „Moje podněty“, která zobrazuje seznam podnětů, které daný uživatel odeslal touto aplikací z daného zařízení (tj. neobsahuje podněty, které tentýž uživatel odeslal z PC nebo z jiného zařízení). Tento přehled však obsahuje i dosud neschválené podněty, obsahuje i ID podnětu a je v něm i internetový odkaz, jímž lze otevřít webovou stránku s detailem daného podnětu včetně jeho kompletní historie. 
V mobilní aplikaci Mobilní rozhlas se v sekci mobilního zpravodajství objevují notifikace o vyřešených problémech v lokalitách, která uživatel označil jako svoje rezidentní. Notifikace obsahují titulní fotografii původního problému a komentář, kde řešitel popisuje způsob vyřešení: na detail hlášení s původním popisem problému a popisem celé historie řešení se z této notifikace prokliknout nelze, notifikace neobsahuje ani identifikátor daného podnětu. Notifikace nově nahlášených problémů v rezidentní lokalitě si však takovýmto způsobem objednat nelze. 

## Propojení s mobilním rozhlasem
Zatímco webová verze veřejného rozhraní ZmapujTo funguje i nadále relativně samostatně, nezávisle na projektu Mobilní rozhlas, mobilní aplikace je pro oba projekty společná, tj. kdo chce podávat podněty do systému ZmapujTo, musí si nainstalovat aplikaci Mobilní rozhlas, jejímž hlavním tématem je propagace produktu Mobilní rozhlas, a při registraci musí zadat nejméně jednu obec jako svoje rezidentní místo, a to i tehdy, pokud hodlá podávat podněty na všech územích bez rozdílu a i pokud jeho obec není do projektu oficiálně zapojena.

## Hodnocení
Grafika aplikace podle jedné z recenzí z roku 2014 „není nikterak okouzlující“. Aplikace je vysoce jednoduchá na používání, naprosto intuitivní.